# Magnesio-arfvedsonite
La magnesio-arfvedsonite (simbolo IMA: Marf) è un raro minerale del supergruppo dell'anfibolo, all'interno del quale viene collocato nel "gruppo degli anfiboli con W(OH,F,Cl)-dominante" e da lì al sottogruppo degli anfiboli di sodio dove occupa un posto nel "gruppo contenente la radice arfvedsonite nel nome"; essendo un anfibolo, appartiene agli inosilicati e pertanto alla famiglia minerale dei "silicati", e possiede composizione chimica NaNa2(Mg4Fe3+)Si8O22(OH)2.
La magnesio-arfvedsonite è definita con:
- catione sodio dominante in posizione A
- catione magnesio bivalente Mg2+ dominante in posizione C2+
- catione ferro ferrico Fe3+ dominante in posizione C3+
- anione idrossile OH dominante in posizione W.

Inoltre il minerale è l'analogo del CFe3+ dell'eckermannite.

## Etimologia e storia
La magnesio-arfvedsonite prende il proprio nome per il suo contenuto di magnesio e per la sua relazione con l'arfvedsonite.

## Classificazione
La classica nona edizione della sistematica dei minerali di Strunz, aggiornata dall'Associazione Mineralogica Internazionale (IMA) fino al 2009, elenca la magnesio-arfvedsonite nella classe "9. Silicati (germanati)" e nella sottoclasse "9.D Inosilicati"; questa viene suddivisa più finemente in base alla struttura cristallina del minerale, in modo tale che la clino-ferro-ferri-holmquistite possa essere trovata nella sezione "9.DE Inosilicati con catene doppie di periodo 2, Si4O11; clinoanfiboli" dove forma il sistema nº 9.DE.25.
Questa classificazione rimane invariata anche nell'edizione successiva, proseguita dal database "mindat.org" e chiamata Classificazione Strunz-mindat.
Nella Sistematica dei lapis (Lapis-Systematik) di Stefan Weiß la magnesio-arfvedsonite si trova nella classe dei "silicati" e nella sottoclasse degli "inosilicati"; qui è nella sezione nº VIII/F.08 composta dai minerali con struttura "[Si4O11]6- a due bande; gruppo degli anfiboli; anfiboli alcalini".
Anche la classificazione dei minerali secondo Dana, usata principalmente nel mondo anglosassone, elenca la magnesio-arfvedsonite nella famiglia dei silicati; qui è nella classe degli "inosilicati: catene doppie non ramificate, W=2" e nella sottoclasse degli "inosilicati: catene doppie non ramificate, configurazione anfibolo W=2" dove forma il "gruppo 4, anfiboli di sodio" con il numero di sistema 66.01.03c.

## Abito cristallino
La magnesio-arfvedsonite cristallizza nel sistema monoclino nel gruppo spaziale C2/m (gruppo nº 12) con i parametri reticolari a = 9,867(1) Å, b = 17,928(2) Å, c = 5,2839(6) Å e β = 103,799(2)°, oltre ad avere 2 unità di formula per cella unitaria.

## Origine e giacitura
La magnesio-arfvedsonite si trova sotto forma di lamelle di essoluzione in cummingtonite da formazione di ferro metamorfizzato, oppure in pegmatiti felsiche, ma anche da metasomatismo sodico (fenitizzazione) attorno ad alcune carbonatiti e come crescite autigeniche o diagenetiche su rocce ignee detritiche. La paragenesi è con albite, biotite, braunite, cummingtonite, egirina e winchite.
La magnesio-arfvedsonite non è molto comune ed è stata trovata in poco più di un'ottantina di siti sparsi per il mondo. Qui si ricorda solo la sua località tipo, la miniera di giada di "Hpakant-Tawmaw" nello Stato Kachin (in Birmania).

## Forma in cui si presenta in natura
La magnesio-arfvedsonite si presenta in cristalli prismatici di dimensioni fino a 9 cm o in aggregati cristallini incastonati. Il minerale è da traslucido a opaco con lucentezza vitrea, il colore va da blu-nero a nero, ma può anche essere viola, mentre il colore del suo striscio va da grigio chiaro a grigio-bluastro scuro.

## Proprietà chimiche
La magnesio-arfvedsonite è facilmente solubile in acido fluoridrico (HF), ma molto meno in acido cloridrico (HCl).